# Charles Gillès de Pelichy
Charles Marie Joseph Ghislain Gillès de Pelichy (Brugge, 22 juli 1872 – aldaar, 7 maart 1958) was een Belgisch senator en volksvertegenwoordiger, historicus en archeoloog.

## Levensloop
Baron Charles Marie Joseph Ghislain Gillès de Pelichy was een telg uit het geslacht Gillès en de zoon van baron Alexandre Gillès de Pelichy (1884-1926) en barones Savina van Caloen (1850-1921). Hij was de kleinzoon van twee Belgische senatoren, Charles van Caloen en Louis de Pelichy (1798-1876), en de achterkleinzoon van senator en burgemeester van Brugge Jean-Marie de Pelichy van Huerne. In 1901 trouwde hij met Maria van der Renne de Daelenbroeck (1873-1964). Ze hadden elf kinderen.
Hij had zijn middelbare studies in 1891 beëindigd aan het Sint-Lodewijkscollege en promoveerde in 1897 tot doctor in de rechten aan de Katholieke Universiteit Leuven. Hij behaalde ook nog de diploma's van doctor in de morele en historische wetenschappen (1899) en van doctor in de politieke en sociale wetenschappen (1899). Van 1897 tot aan zijn dood bleef hij ingeschreven als advocaat bij de balie van Brugge.
Van 1900 tot 1919 was hij volksvertegenwoordiger voor de katholieke partij in het arrondissement Roeselare-Tielt. Tijdens de Eerste Wereldoorlog verbleef hij met zijn gezin in Sainte-Adresse bij Le Havre, de zetel van de Belgische regering. Hij nam er actief deel aan de hulpverlening ten gunste van Belgische vluchtelingen.
Vanaf 1919 tot 1930 en van 1932 tot 1945 was hij Belgisch senator. In zijn parlementaire functies was hij nauw verbonden met de christelijke arbeidersorganisaties. Hij trad ook op als vertegenwoordiger van de landbouwersorganisaties en was van 1922 tot 1923 voorzitter van het Katholiek Verbond van België. Zijn jongste zoon, Guido Gillès de Pelichy volgde hem op als parlementslid. Hij vertegenwoordigde gedurende twintig jaar het arrondissement Roeselare-Tielt in de Kamer van volksvertegenwoordigers.
Naast tal van andere lidmaatschappen, was De Pelichy lid en proost van de Edele Confrérie van het Heilig Bloed. Hij was ook bestuurslid van het Genootschap voor Geschiedenis te Brugge vanaf 1904 en werd er ondervoorzitter in 1950.
De Pelichy had een grote historische belangstelling. Hij bezat een rijke bibliotheek en archief, geërfd van zijn voorvaders Joseph van Huerne en Jean-Marie de Pelichy van Huerne, die hij nog aanzienlijk aanvulde.

## Gezin
Het gezin Gillès de Pelichy - Van der Renne de Daelenbroeck telde elf kinderen:
- baron Léon Gillès de Pelichy (1903-1959) x Geneviève de Brouchoven de Bergeyck, xx Madeleine Vanzandycke (1908-1959), met nakomelingen tot heden.
- Marie-Louise Gillès de Pelichy (1904-1931), kloosterzuster in de Congregatie van Sint-Andreas.
- Marie-Josèphe Gillès de Pelichy (1907-1999) x graaf Antoine de Looz-Corswarem (1906-1993), met nakomelingen tot heden.
- baron Jacques Gillès de Pelichy (1908-1940).
- Savina Gillès de Pelichy (1910-1992), x baron Adolphe De Royer de Dour de Fraula (1907-1997), met nakomelingen langs vrouwelijke afstamming.
- Elisabeth Gillès de Pelichy (1911-2001), x jonkheer Auguste de Wautier (1912-1993), met nakomelingen tot heden.
- baron Raymond Gillès de Pelichy (1912-1989), x Elisabeth de Wautier (1916-2006), met nakomelingen tot heden.
- Ghislaine Gillès de Pelichy (1913-2010), x markies Jean Ruffo de Bonneval de la Fare (1912-1970), met nakomelingen langs vrouwelijke afstamming.
- Anne Gillès de Pelichy (1915-2002), x ridder Christian de la Kethulle de Ryhove (1917-2009), met nakomelingen tot heden.
- baron Guido Gillès de Pelichy (1918-1999), x Anne van der Plancke (1919-2014), met nakomelingen tot heden.

Zijn elf kinderen, van wie er acht trouwden, brachten Charles Gillès ertoe kastelen voor de jonggehuwden te bouwen of te kopen, onder meer het kasteel Mariasteen in Gits en Wapenaer in Oedelem, Hoogveld en Schuurlo in Maria-Aalter. Zelf woonde hij in het 'kasteel in de stad' dat het huis De Visitatie was in de Wulfhagestraat (geërfd door Anne Gillès) en bezat hij vele jaren als zomerverblijf het Grafelijk Slot van Male, dat hij in 1955 in erfpacht overdroeg aan de Sint-Trudoabdij (en later door zijn zoon Guido in volle eigendom aan de kloostergemeenschap overgedragen). In de jaren dertig nam hij het kasteel van Laarne voor 1 fr. in erfpacht, onder voorwaarde er restauratiewerken aan uit te voeren.

## Publicaties
- Cordonnier d'Iseghem (Flandre Occidentale, Belgique). Tâcheron dans le système des engagements volontaires permanents d'après les renseignements receuillis sur les lieux en 1895, Parijs, 1896.
- Le régime du travail dans les principaux ports de mer de l'Europe, Leuven, 1899.
- L'organisation du travail dans les ports flamands sous l'ancien régime et à l'époque moderne, Leuven, 1899.
- L'industrie de la cordonnerie en pays flamand, Brussel, 1900.
- Lettres du prince de Broglie, évêque de Gand, au baron Jean de Pélichy et à Mr Joseph van Huerne (1816-1821), in: Handelingen van het Genootschap voor Geschiedenis te Brugge, 1940-46, blz. 48-111.
- Contribution à l'histoire des troubles politico-religieux des Pays-Bas au XVIe siècle. Documents tirés des archives de la famille van Huerne, in: idem, 1949, blz. 90-144.
- Album de famille (histoire des Gillès de Pelichy), Brugge, 1949.

De Pelichy heeft ook heel wat kortere bijdragen gepubliceerd over zijn archeologische opgravingen.